# Murukurazo
Murukulazo è una circoscrizione rurale (rural ward) della Tanzania situata nel distretto di Ngara, regione del Kagera. Conta una popolazione di 18 880  abitanti (censimento 2022).